# Nậm Chi
Nậm Chi là một con sông đổ ra Nậm Mu. Sông có chiều dài 27 km và diện tích lưu vực là 92 km². Nậm Chi chảy qua các tỉnh Sơn La và Lai Châu, Việt Nam .

## Chỉ dẫn
1. ↑  Trong tiếng Thái-Tày "Nậm" có nghĩa là nước, sông, suối.

- Nậm Chi được xếp trong "Danh mục lưu vực sông liên tỉnh" [3], nhưng không có tên trong "Danh mục địa danh... Lai Châu" [4]. Theo các bản đồ địa hình thì Nậm Chi nằm gọn trong vùng đất xã Pha Mu huyện Than Uyên, Lai Châu và đổ vào Nậm Mu ở bản Tà Vải [2].
- Tại Sơn La có nậm Chi (Mai Sơn) chảy ở xã Chiềng Lương huyện Mai Sơn đổ vào Nậm Pàn [5].